# Cefa
Cefa là một xã thuộc hạt Bihor, România. Dân số thời điểm năm 2002 là 6325 người.